# NGC 7142
NGC 7142 je velmi stará otevřená hvězdokupa v souhvězdí Cefea. Od Země je vzdálená asi 6 850 světelných let.
Objevil ji William Herschel 18. října 1794.
Hvězdokupa leží ve střední části souhvězdí a její hvězdná velikost je 9,3. Nejjasnější členové hvězdokupy mají hvězdnou velikost 11, takže jsou viditelní až středně velkým hvězdářským dalekohledem. Hvězdokupa je poměrně bohatá, ale to je vidět až velkými dalekohledy.
Stáří hvězdokupy se odhaduje na 3,5 miliardy roků, což je srovnatelné se stářím Slunce.